# 内藤泰廉
内藤 泰廉（ないとう やすかど）は、戦国時代の武将。安芸国の国人・安芸内藤氏の当主。

## 生涯
安芸国高田郡長田郷を本拠とする国人・安芸内藤氏の当主である内藤元廉の子として生まれる。
明応6年（1497年）4月22日、安芸内藤氏が代々受け継いできた長田郷の地頭職や御下文・御教書を子の元泰へ譲る旨を記した譲状を元泰に与え、家督を継がせた。
没年は不詳。